# Aleksandr Volfóvich
Aleksandr Grigórievich Volfóvich (en bielorruso: Аляксандр Рыгоравіч Вальфовіч; Kazán, Unión Soviética, 28 de junio de 1967) es un oficial militar (teniente general) bielorruso que desde el 26 de enero de 2021 se desempeña como Secretario de Estado del Consejo de Seguridad de la República de Bielorrusia. Anteriormente fue jefe de Estado Mayor General de las Fuerzas Armadas de Bielorrusia.

## Biografía
Aleksandr Volfóvich nació el 28 de junio de 1967 en Kazán en la RASS Tártara en el seno de una familia formada por Tatiana Yakovlevna y Grigori Volfovich, su padre era un teniente coronel retirado del Ejército Soviético, que provenía de Balta (en el óblast de Odesa en la RSS de Ucrania) pero vivió durante mucho tiempo en Slutsk. Durante su infancia y juventud la familia vivió en varias bases soviéticas en Lankaran (Azerbaiyán) y Alemania Oriental, antes de establecerse definitivamente en la RSS de Bielorrusia a principios de la década de 1980. En 1984, se graduó en la escuela secundaria N.º 7 en la ciudad de Borisov.
En 1988, se graduó de la Escuela Superior de Mando Militar de Moscú. Fue aquí donde estudió con el futuro ministro de Defensa Andréi Ravkov. Durante los siguientes 5 años, sirvió en posiciones a nivel de batallón y regimiento en el Ejército Soviético y, después del colapso de la Unión Soviética, en las recién formadas Fuerzas Armadas de Bielorrusia. En 1993, se convirtió en jefe de Estado Mayor de un batallón de fusileros motorizados en el 72.º Centro de Entrenamiento Conjunto de Guardias. Después de graduarse en el Departamento de Comando y Estado Mayor de la Academia Militar de Bielorrusia en 1998, reanudó su trabajo en el centro de formación.
En 2002, asumió el puesto de jefe de Estado mayor en la 361.º Base de Mantenimiento y Seguridad. Entre 2005 y 2008 trabajó en la Dirección Operativa Principal del Estado Mayor General. Estudió en Rusia durante un año en 2008 en la Academia Militar de Estado Mayor General de las Fuerzas Armadas de Rusia. A su regreso, se convirtió en el comandante de la 120.º Brigada Mecanizada de Guardias del Comando Operacional del Noroeste. En junio de 2012, fue ascendido al rango de mayor general. El 16 de noviembre de 2012, asumió el puesto de jefe de Estado Mayor y Primer Comandante Adjunto del Comando Operativo del Noroeste de las Fuerzas Armadas de Bielorrusia, y el 15 de enero de 2015 fue nombrado Comandante del Comando Operativo Noroeste.
En 2018, por decreto del Presidente de Bielorrusia Aleksandr Lukashenko, fue designado para el cargo de Primer Jefe Adjunto del Estado Mayor General de las Fuerzas Armadas de Bielorrusia. Ocupó este puesto durante únicamente dos años antes de ser designado, en enero de 2020 y mediante un decreto presidencial, como Jefe del Estado Mayor y Primer Viceministro de Defensa de Bielorrusia. El 26 de enero de 2021, mediante un nuevo decreto presidencial se convirtió en Secretario de Estado del Consejo de Seguridad. Apenas un mes después fue ascendido al rango de teniente general.
El 24 de febrero de 2022, Volfóvich fue incluido en la Lista de Nacionales Especialmente Designados y Personas Bloqueadas (en inglés, «Specially Designated Nationals and Blocked Persons List») del Gobierno de los Estados Unidos. El 25 de febrero, fue incluido en la lista de funcionarios bielorrusos a quienes se les prohibió ingresar en la Unión Europea debido a la invasión rusa de Ucrania. El mismo año, fue incluido en la lista negra del Reino Unido, Nueva Zelanda, Japón, Suiza, Canadá, Australia y Ucrania.

## Vida personal
Su hijo Maxim (nacido en 1990) es oficial de las Fuerzas Armadas de Bielorrusia. Hasta hace poco, comandaba un batallón mecanizado de la 6.ª Brigada Mecanizada de Guardias Kiev-Berlín, que está estacionada en Grodno. Su hermano Dmitri Volfóvich es comisario militar en Víebsk, veterano de la Primera Guerra Chechena donde sirvió como parte del Servicio Federal de Contrainteligencia de Rusia. Durante la guerra fue capturado por los rebeldes de la autoproclamada República Chechena de Ichkeria, siendo liberado en diciembre de 1994.

## Condecoraciones
- Orden del Servicio a la Patria de 3.er grado (2010).[22]
- Medalla por Servicio Impecable de 1.er, 2.do (2016)[23] y 3.er grado
- Medalla Conmemorativa del 60.º Aniversario de la Liberación de la República de Bielorrusia de los Invasores Fascistas Alemanes
- Medalla Conmemorativa del 60.º Aniversario de la Victoria en la Gran Guerra Patria de 1941-1945
- Medalla Conmemorativa del 65.º Aniversario de la Liberación de la República de Bielorrusia de los Invasores Fascistas Alemanes
- Medalla Conmemorativa del 65.º Aniversario de la Victoria en la Gran Guerra Patria de 1941-1945
- Medalla Conmemorativa del 70.º Aniversario de la Liberación de la República de Bielorrusia de los Invasores Fascistas Alemanes
- Medalla Conmemorativa del 70.º Aniversario de la Victoria en la Gran Guerra Patria de 1941-1945
- Medalla Conmemorativa del 75.º Aniversario de la Liberación de la República de Bielorrusia de los Invasores Fascistas Alemanes
- Medalla Conmemorativa del 90.º Aniversario de la Fiscalía de la República de Bielorrusia
- Medalla Conmemorativa del 80.º Aniversario de las Fuerzas Armadas de la República de Bielorrusia
- Medalla Conmemorativa del 90.º Aniversario de las Fuerzas Armadas de la República de Bielorrusia
- Medalla Conmemorativa del 100.º Aniversario de las Fuerzas Armadas de la República de Bielorrusia
- Medalla Conmemorativa del 20.º Aniversario de la Retirada de las Tropas Soviéticas de Afganistán
- Medalla del 70.º Aniversario de las Fuerzas Armadas de la URSS